# Viktor Pugachyov
Viktor Georgiyevich Pugachyov (em russo:  Ви́ктор Гео́ргиевич Пугачёв) (nascido em 8 de agosto de 1948 em Taganrog na República Socialista Federativa Soviética da Rússia) é um piloto de teste soviético aposentado, o primeiro a demonstrar a acrobacia aérea Pugachev's Cobra para o público geral em 1989 voando em um Sukhoi Su-27. Seu nome foi listado como Herói da União Soviética no final dos anos de 1980. Possuí graduação da escola de aviação militar de Yeysk em 1970, e da escola de pilotos de testes em 1978 e do MAI (Instituto Estatal de Aviação de Moscou) em 1980. Após dois anos com o LII (Instituto de Pesquisas de Voo de Gromov) entrou para a Sukhoi, onde testou o Sukhoi Su-9, Sukhoi Su-15, Sukhoi Su-24, Sukhoi Su-25 e Sukhoi Su-27. Em 1 de novembro de 1989, o Su-27K pousou em um porta-aviões, o primeiro avião na história soviética a realiza-lo. Ganhou fama após as realizações de demonstrações no Show Aéreo de Paris com um Sukhoi Su-27. Pugachev é considerado como o primeiro a realizar um voo VTOL a bordo do Admiral Flota Sovetskogo Soyuza Kuznetsov.
Atualmente vive na cidade de Jukovsky e trabalha como designer chefe na Sukhoi.

## Voos recordes
Enquanto trabalhava como piloto na Sukhoi, ele conseguiu quebrar 13 recordes mundiais em um Sukhoi Su-27:
| Data       | Classes  | Descrição                                          | Recorde     | Status                                     |
| ---------- | -------- | -------------------------------------------------- | ----------- | ------------------------------------------ |
| 1986-11-15 | C-1 (3)  | Tempo de subida até 3,000 m                        | 25.37 s     | Recorde                                    |
| 1986-11-15 | C-1h (3) | Tempo de subida até 3,000 m                        | 25.37 s     | Recorde                                    |
| 1986-11-15 | C-1 (3)  | Tempo de subida até 6,000 m                        | 37.05 s     | Recorde                                    |
| 1986-11-15 | C-1h (3) | Tempo de subida até 6,000 m                        | 37.05 s     | Recorde                                    |
| 1986-11-15 | C-1 (3)  | Tempo de subida até 9,000 m                        | 47.03 s     | Melhorado para 44.18 s pela mesma aeronave |
| 1986-11-15 | C-1h (3) | Tempo de subida até 9,000 m                        | 47.03 s     | Melhorado para 44.18 s pela mesma aeronave |
| 1986-11-15 | C-1 (3)  | Tempo de subida até 12,000 m                       | 58.10 s     | Melhorado para 55.54 s pela mesma aeronave |
| 1986-11-15 | C-1h (3) | Tempo de subida até 12,000 m                       | 58.10 s     | Melhorado para 55.54 s pela mesma aeronave |
| 1990-03-29 | C-1h (3) | Tempo de subida até 15,000 m com carga de 1,000 kg | 1 m 21.71 s | Recorde                                    |
| 1993-05-20 | C-1i (3) | Tempo de subida até 15,000 m                       | 2 m 6 s     | Recorde                                    |
| 1993-05-20 | C-1i (3) | Tempo de subida até 15,000 m com carga de 1,000 kg | 2 m 6 s     | Recorde                                    |
| 1993-05-20 | C-1i (3) | Carga máxima até to 15,000 m                       | 1,015 kg    | Recorde                                    |
| 1993-05-20 | C-1i (3) | Altitude máxima com carga de 1,000 kg              | 22,250 m    | Recorde                                    |

## Condecorações e prêmios
- Herói da União Soviética (1989) - pela coragem e heroísmo no desenvolvimento do Su-27
- Ordem por Mérito à Pátria, 3ª classe (29 de julho de 1999) - pelos serviços ao estado, larga contribuição ao desenvolvimento, criação de tecnologia para aviação moderna e anos de trabalho diligente
- Ordem de Lenin (1989)
- Ordem da Insígnia de Honra (1983)
- Ordem pela Coragem Pessoal
- Honraria ao Piloto de Testes da URSS (1991)
- Ordem de Ivan Kalita (Moscow Region, 1 de agosto de 2008)
- Prêmio Laureate. Vladimir Vysotsky's "Own Track"
- Medalha do Jubileu  dos "300 anos da Marinha Russa"
- Medalha "Em comemoração ao 850º aniversário de Moscou"